# SHARPワールドドキュメント・世界のこれがNo'1
『SHARPワールドドキュメント・世界のこれがNo'1』（シャープワールドドキュメント せかいのこれがナンバーワン）は、1981年6月2日から1982年9月まで日本テレビ系列局ほかで放送されたドキュメンタリー番組。放送時間は毎週火曜 19:00 - 19:30 (JST) 。二か国語放送（主音声:日本語/副音声:英語）である。

## 概要
世界各国のNo.1（ナンバーワン）を取り上げていた番組で、立川清登と眞野あずさ（後期では井田由美）が司会を務めていた。